# Rue Saint-Romain (Paris)
Pour les articles homonymes, voir Rue Saint-Romain.
La rue Saint-Romain est une voie du 6e arrondissement de Paris.

## Situation et accès
La rue Saint-Romain débute au 109, rue de Sèvres et se termine au 102, rue du Cherche-Midi.

## Origine du nom
Son nom est celui de Romain Rodoyer, prieur de l'abbaye de Saint-Germain-des-Prés.

## Historique
Elle est ouverte vers 1645 à la suite d'une vente faite par l'abbaye Saint-Germain, le 8 octobre 1644.
Elle porta les noms de « rue Abrulle » en 1673, « rue du Champ Malouin » en 1710, et « Ravel en 1790 ».

## Bâtiments remarquables, et lieux de mémoire

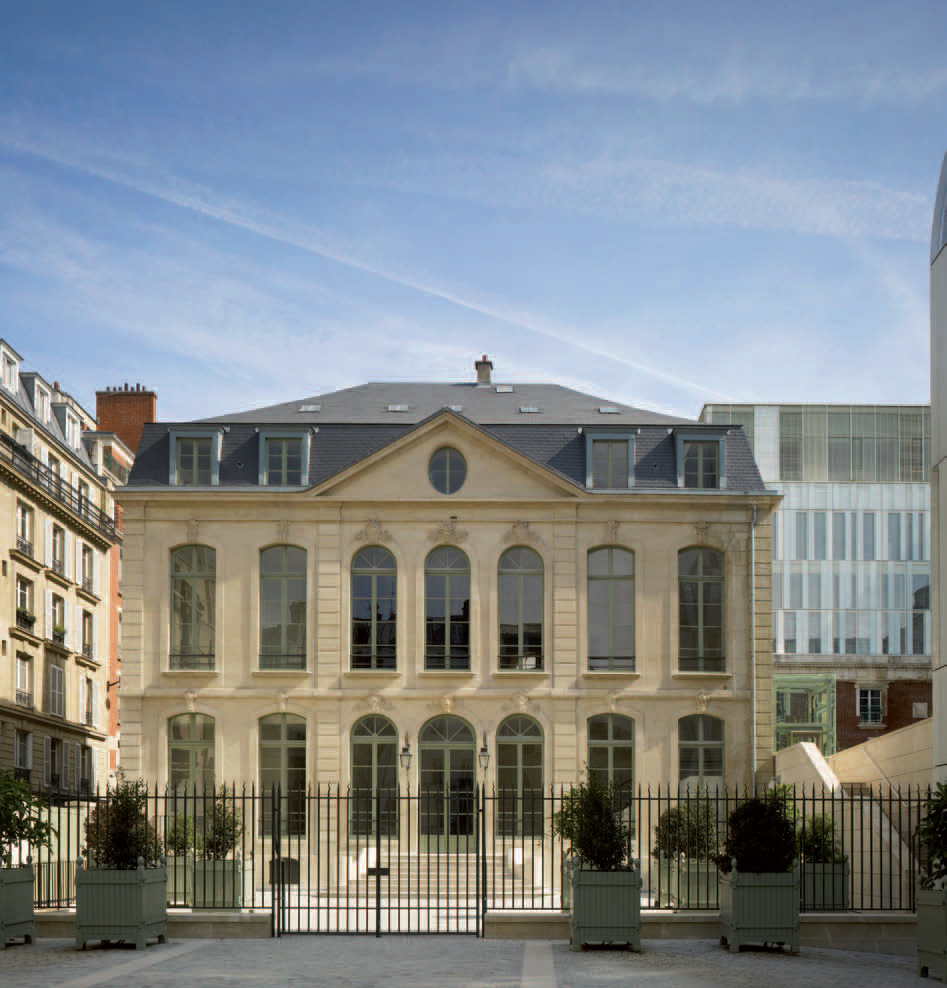
No 6 : hôtel de Choiseul-Praslin.

- No 6 : hôtel de Choiseul-Praslin.
- No 9 : Djuna Barnes (1892-1982), romancière, dramaturge et artiste américaine vit dans cet immeuble à partir de 1920 et avec son amie la sculptrice Thelma Wood (1901-1970), de 1927 à la fin de leur liaison en 1931. Mina Loy (1882-1966), écrivaine et poétesse anglaise, habite dans cette maison de 1921 à 1936.
- No 11 : Mavis Gallant y demeura.